# Glengyle
Glengyle est une distillerie de whisky située à Campbeltown dans le Mull of Kintyre en Écosse.

## Histoire
Glengyle est construite en 1872 par William Mitchell. Comme nombre de distilleries elle subit la grande crise du whisky du début du XXe siècle et est vendue dans les années 1910 puis en 1924
La distillerie est de nouveau relancée juste avant la Seconde Guerre mondiale par Maurice Bloch qui possédait déjà avec son frère une autre distillerie de Campbeltown, Glen Scotia. La distillerie passe ensuite entre les mains de Henderson Campbell dans les années 1950.
À la fin de l’année 2000 la société Glengyle Mitchell Ltd reprend Glengyle, rétabli la remet en état de marche et la modernise. Depuis cette date elle est dirigée par Hedley Wright, un descendant du fondateur de la distillerie, William Mitchell. C’est un professionnel du whisky qui travaille déjà dans une autre distillerie de la ville Springbank. Les nouveaux alambics proviennent de la distillerie désaffectée Ben Wyvis.

## Production
La production a repris en 2004. La distillerie ne fonctionne que deux mois par an, assez pour produire 60 000 litre d’alcool par an. Le 5 mai 2007 après la période minimal de trois années de maturation, Glengyle met en bouteille son premier whisky. Il porte le nom de Kilkerran. Ce nom s’explique de deux façons : premièrement, il est de tradition dans la région de Campbeltown de ne pas utiliser le terme de « Glen » qui signifie « vallée » en gaélique ; deuxièmement, les nouveaux producteurs ne peuvent utiliser le nom de Glengyle, déjà utilisé pour une marque de vatted malt.
Le 27 août 2008, le propriétaire de la distillerie annonce l’interruption de la production de whisky. Il met en avant un coût de fonctionnement trop élevé, essentiellement à cause du prix des matières premières.
Embouteillage officiel
- Kilkerran 3 ans

Embouteillage indépendant